# Theodore Winthrop
Theodore Winthrop (22 septembre 1828 - 10 juin 1861) est un écrivain, avocat, voyageur et officier de l'armée de l'Union lors de la guerre de Sécession. Il est l'un des premiers officiers fédéraux à mourir au combat lors de la guerre de sécession.

## Avant la guerre de sécession
Né le 22 septembre 1828 à New Haven dans le Connecticut, Théodore Winthrop est membre de la prestigieuse famille Winthrop, qui comprenait John Winthrop, premier gouverneur de la colonie du Connecticut. Il est entré à l'université de Yale à l'âge de seize ans. Il est diplômé en 1848, à l'âge de vingt ans, mais il était en mauvaise santé, et le resta jusqu'à la fin de sa vie. Après l'obtention de son diplôme, il voyage en Angleterre, en Écosse, en France, en Allemagne, en Suisse, en Italie, et en Grèce. En Italie, il rencontre W.H. Aspinwall et, lors de son retour aux États-Unis, il devient tuteur du fils de Aspinwall. Wintrop accompagne pendant six mois le fils d'Aspinwall à son école en Suisse. À son retour, il est employé par Aspinwall dans son entreprise, puis est employé à la Pacific Steamship Company ce qui l'emmène au Panama pendant deux ans. Puis, il voyage à Vancouver, à Puget Sound, dans l'Oregon et en Californie.
Winthrop a également exploré l'Oregon et de la région de Puget Sound à cheval, et écrit plus tard un livre intitulé « Le canot et selle », au sujet de ses expériences avec les Indiens dans ces régions. Son livre a été publié après sa mort, et est devenu son livre le plus populaire. En 1855, Winthrop étudie le droit et est reçu au barreau. Il s'implique en politique, et en 1857 s'installe à Saint-Louis pour pratiquer le droit. Il abandonne Saint-Louis après un court séjour pour s'installer à New York. Pendant ses voyages, il écrit des récits et fait des croquis de voyage. Son premier écrit publié est la marche du 7th Regiment of New York vers Washington.

## Guerre de sécession
Après la capture de Fort Sumter, et la proclamation du président Abraham Lincoln, Winthrop s'enrôle, avec son frère William, dans le corps d'artillerie du 7th Regiment of the New York State Militia. Le régiment part aux combats, le 19 avril 1861. Lors de sa première expédition, il est aussi correspondant de guerre pour le magazine The Atlantic. Son article publié en juillet 1861 de manière posthume décrit marche de son régiment de New York vers Washington.
L'article de Winthrop commence ainsi « À trois heures de l'après-midi du vendredi 19 avril, nous avons retiré notre pacificateur, un joli obusier de douze livres en laiton, dans l'armurerie du 7e régiment, et nous sommes stationnés dans l'arrière du bâtiment. Le jumeau du pacificateur est quelque part près de nous, mais entièrement caché par cette foule immense. Une foule énorme ! des deux sexes, de tout âge et de toute condition. Les hommes offrent toutes sortes d'espoirs truculents et patriotiques ; les femmes pleuraient, et disaient : « que Dieu vous bénisse, les garçons ! » ». Cet article, intitulé « Notre marche vers Washington » a été publié le mois de sa mort. Winthrop, avec le 7th Regiment a été envoyé au fort Monroe où il a servi le major-général Benjamin Butler comme aide-de-camp. Lors de la bataille de Big Bethel, le 10 juin 1861, Winthrop a été affecté à l'état-major du général Ebenezer W. Pierce et prépare l'expédition.
Selon des témoignages, il conduit les troupes à l'assaut de quatre compagnies du 1st Regiment, North Carolina Infantry. Selon ces témoignages, Winthrop saute, à un moment donné, sur une souche d'arbre et a crié « une charge de plus les gars et la journée est à nous. ». Il est tué par un tir dans le cœur. Quatre personnes ont revendiqué d'avoir tiré le coup fatal, dont un esclave afro-américain d'un officier dans l'infanterie en Caroline du Nord. Selon, le colonel D.H. Hill, T. Winthrop était le « seul ennemi à montrer un courage approximatif ce jour-là ». Poussé par B.F. Butler (« Soyez audacieux ! Soyez audacieux ! Mais pas trop quand même. »), il avait presque remporté la journée. Winthrop devient alors l'un des premiers officiers de l'Union tués au combat.

## Sépulture
Les confédérés retournent le corps de Winthrop à son frère environ une semaine après la bataille et le corps a été transporté par le train de retour à New Haven pour l'enterrement. Le cercueil de Winthrop est accueilli par la quasi-totalité des étudiants de l'université Yale et le personnel militaire à la gare. Un cortège funèbre part jusqu'au cimetière de Grove Street pour l'enterrement. Dans l'éloge funèbre publiée dans The Atlantic, l'auteur décrit le cortège funèbre : « Le 19 avril il a quitté la porte de l'arsenal de la septième, avec sa main sur un obusier ; le 21 juin son corps gisait sur le même obusier à la même porte, enveloppé dans le drapeau pour lequel il est mort volontiers, comme le symbole de la liberté humaine. »
Il est enterré dans le même cimetière que Charles Goodyear (1800-1860) et d'Alfred Howe Terry (1827-1890), major général, héros de fort Fisher près de Wilmington en 1865.